# چارلز آدامز
چارلز ساموئل آدامز (انگلیسی: Charles Samuel Addams؛ ۷ ژانویهٔ ۱۹۱۲ – ۲۹ سپتامبر ۱۹۸۸) پویانماساز آمریکایی بود که بابت خلق شخصیت‌های طنزآمیز و ترسناک شناخته می‌شد. برخی از شخصیت‌های ساختهٔ او که با نام خانوادهٔ آدامز شناخته می‌شدند، شخصیت‌های اصلی چندین اقتباس محبوب شدند.

## زندگی
چارلز ساموئل آدامز در وستفیلد نیوجرسی به دنیا آمد. پدرش درس معماری خوانده بود و جزء هیئت مدیره یک شرکت پیانوسازی بود. رفتارهای آدامز در نگاه همسایگانشان خیلی پسندیده نبود. همیشه گروهی از پسرها در خانهٔ او به کارهای گوناگون مشغول بودند. آدامز نسبت دوری با جان آدامز، رئیس‌جمهور آمریکا، و جان کوئینسی آدامز داشت، هرچندکه نام خانوادگی آن‌ها کمی متفاوت بود. همچنین او با جین آدامز، اصلاح‌طلب اجتماعی نیز نسبت داشت.

### مرگ
آدامز در اثر حملهٔ قلبی از دنیا رفت. او در خودروی خود در حالی که تازه آن را پارک کرده بود، دچار حملهٔ قلبی شد.